# ۸۲۷ (میلادی)
۸۲۷ (میلادی) هشتصد و بیست و هفتمین سال تقویم میلادی است.

## رویدادها
حملات مسلمین (فاطمیون) به قلمرو بیزانس در سیسیل و فتح آن توسط فاطمیون(۸۲۷م. ۲۱۲ه. ق)  
تبعید اندلسی ها و سپس رسیدن اندلسی ها به امارت کرت(۸۲۷م. ۲۱۲ه. ق)  

## زادگان
زاده شدن سیریل (زاده قسطنطنیه۸۲۷.م–۸۶۹.م) که یکی از دو برادر الهی‌دان و مبلغ مسیحی اسلاو(بهمراه برادرش متودی) بود. 

## درگذشتگان
‎